# Warden (Québec)
Pour les articles homonymes, voir Warden.
Warden est une municipalité de village dans la municipalité régionale de comté de La Haute-Yamaska, en Estrie, au Québec (Canada). Ce petit village est situé sur les rives de la rivière Yamaska Nord, l'exutoire du lac Waterloo.

## Démographie
| 1991 | 1996 | 2001 | 2006 | 2011 | 2016 | 2021 |
| ---- | ---- | ---- | ---- | ---- | ---- | ---- |
| 340  | 330  | 333  | 346  | 358  | 363  | 362  |

## Administration
Les élections municipales se font en bloc pour le maire et les six conseillers.
| Warden Maires depuis 2001                                                                                            |                     |         |          |
| Élection | Maire               | Qualité | Résultat |
| 2001 | Christian L. Rompré |         | Voir     |
| 2005 | Christian L. Rompré | Voir    |          |
| 2009 | Philip Tétrault     |         | Voir     |
| 2013 | Philip Tétrault     | Voir    |          |
| 2017 | Philip Tétrault     | Voir    |          |
| 2021 | Philip Tétrault     | Voir    |          |
| Élection partielle en italique Depuis 2005, les élections sont simultanées dans toutes les municipalités québécoises |                     |         |          |